# Chico
Chico — метеорит-хондрит масою 103 600 грамів.